# Cóc lưỡi tròn Iberia
Cóc lưỡi tròn Iberia (tiếng Tây Ban Nha: Sapillo Pintojo Ibérico), tên khoa học Discoglossus galganoi, là một loài ếch thuộc họ Discoglossidae.
Loài này có ở Bồ Đào Nha và Tây Ban Nha.
Môi trường sống tự nhiên của chúng là rừng ôn đới, vùng cây bụi ôn đới, thảm cây bụi kiểu Địa Trung Hải, sông ngòi, sông có nước theo mùa, đầm nước, đầm nước ngọt, đầm nước ngọt có nước theo mùa, vùng bờ biển cát, đất canh tác, và vùng đồng cỏ.
Chúng hiện đang bị đe dọa vì mất môi trường sống.

## Hình ảnh

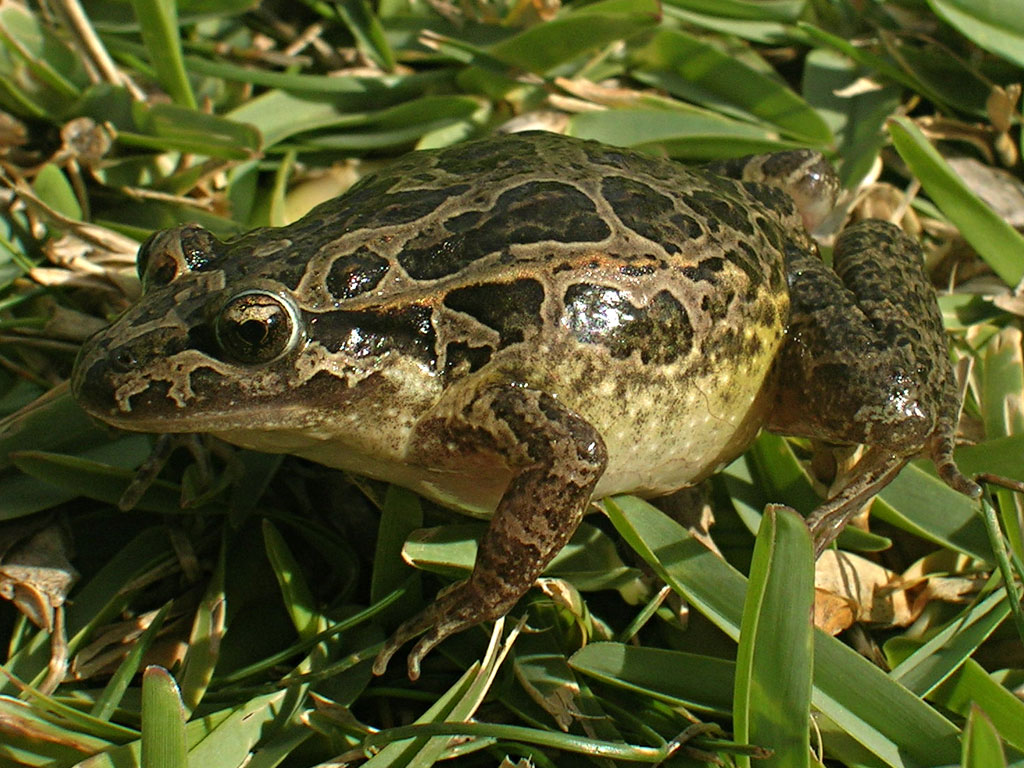
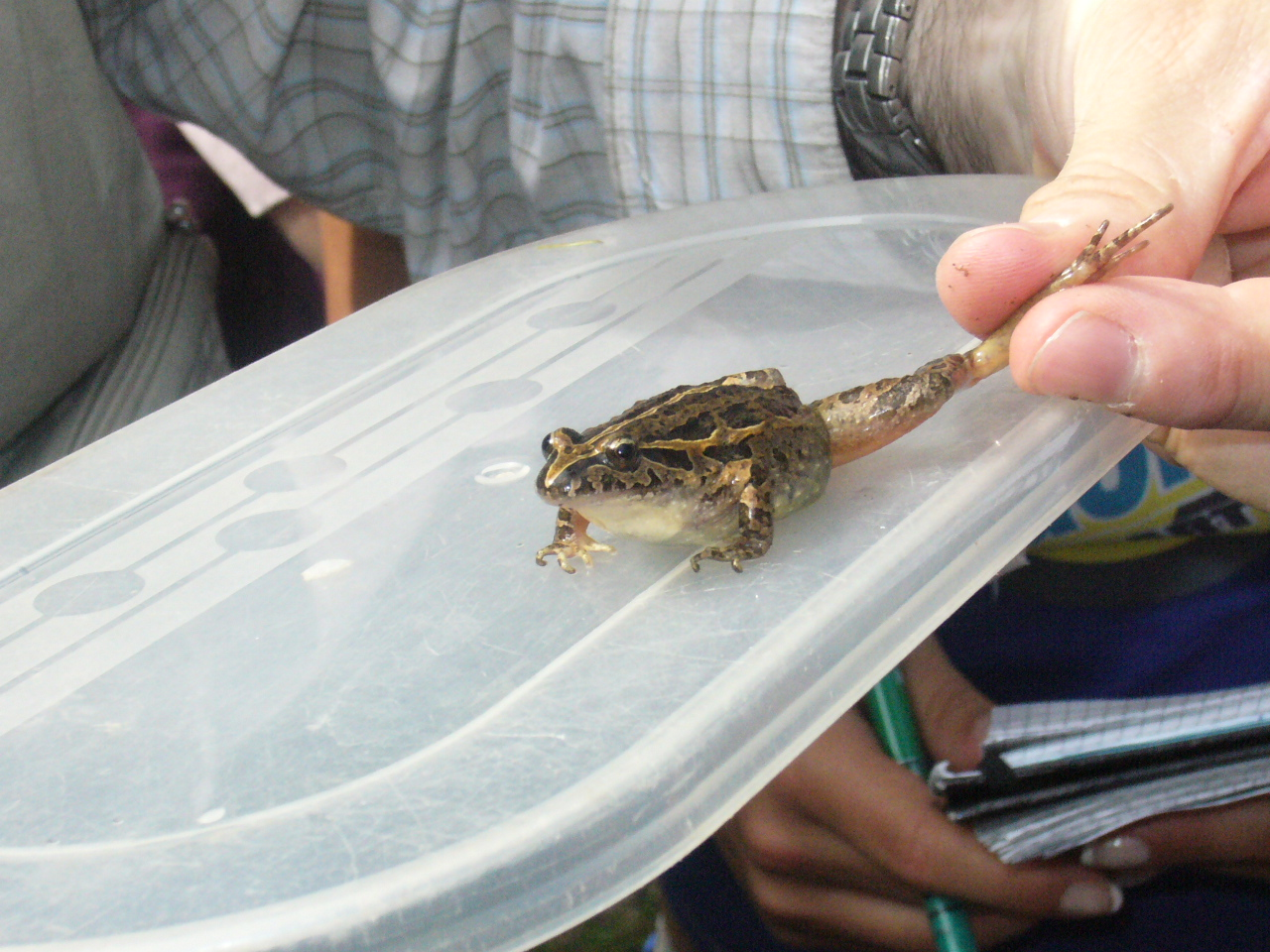
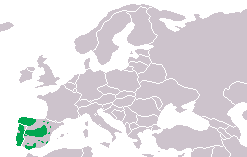
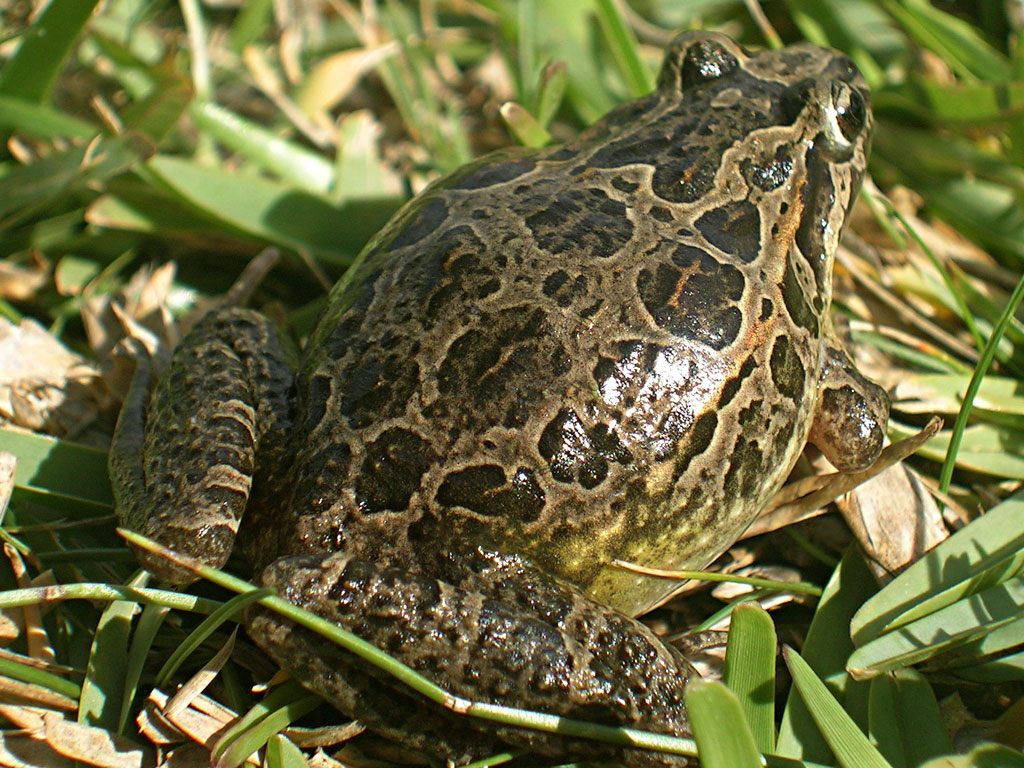